# Hardyal Singh
Hardyal Singh (1928. november 28. – 2018. augusztus 17.) olimpiai bajnok indiai gyeplabdázó.

## Pályafutása
Az indiai válogatott tagjaként olimpiai bajnok lett az 1956-os melbourne-i olimpián, ahol két mérkőzésen szerepelt.

## Sikerei, díjai
- Olimpiai játékok
  - aranyérmes: 1956, Melbourne